# Ver-Assebroek

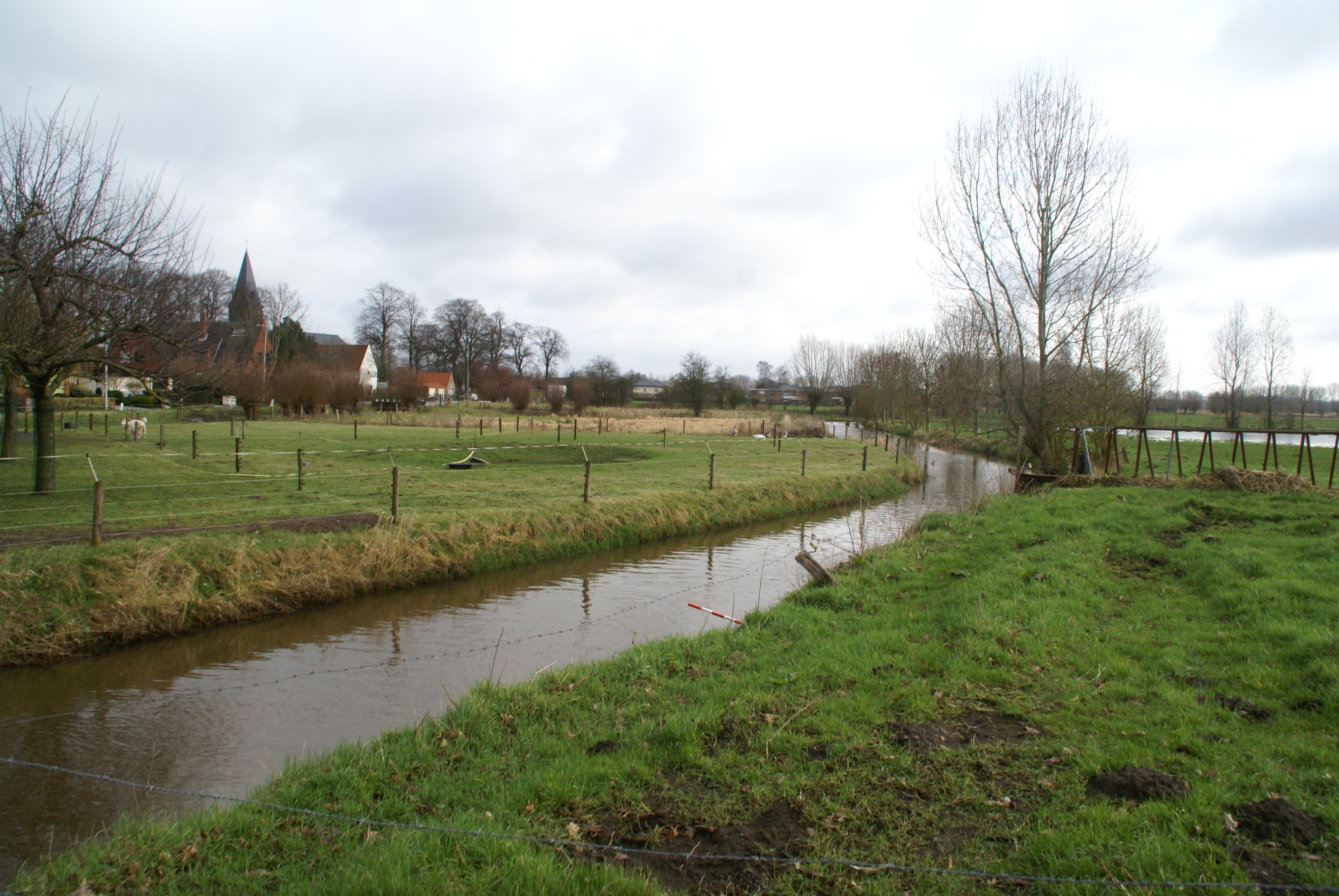
Sint-Trudoledeken - Ver-Assebroek

Ver-Assebroek is een wijk in Assebroek, een deelgemeente van de stad Brugge. De wijk ligt in de zuidoostelijke rand van de stad en bestaat vooral uit residentiële woongedeelten.

## Geschiedenis
De oudste kern van Assebroek situeert zich op de plaats van het huidige Ver-Assebroek. Sinds de vroege middeleeuwen al behoorde Assebroek tot de heerlijkheid Sijsele. Assebroek (Ascebroc of Ars(e)brouc) werd voor het eerst vermeld in 1187. Reeds rond het einde van de 12e eeuw zou er een eerste kapel of kerkje hebben gestaan voor deze bescheiden parochie, opgericht door de heren van Assebroek.
Assebroek bestond vroeger uit vier leenhoven die afhingen van het Prinselijk leenhof van de Burg van Brugge. Aan het huidige Pastoor Verhaegheplein op Ver-Assebroek bevond zich het belangrijkste leen, dat voor het eerst werd vermeld in 1201 en een eigen, lage rechtsmacht had. De heren van Assebroek gaven er hun naam aan. De heer van Assebroek fungeerde als briever of ontvanger van de pachtgronden van de graaf van Vlaanderen. Volgens sommige archeologen is er een verband tussen de circulaire structuur ten zuiden van de Kerkdreef en het leenhof. De site is bruikbaar als woonoppervlakte, en die was dan mogelijk omringd door een aarden ringwal en een cirkelvormige buitengracht. Dat de cirkelstructuur het opperhof zou zijn geweest en het leenhof het neerhof, blijft tot op heden een hypothese.
Tussen 1572 en 1628 viel de parochie Assebroek zonder kerk door godsdienstoorlogen. Dankzij het mirakelbeeld van Maria in de nieuwe kerk, in 1720 aan de kerk geschonken door pastoor Verhaeghe, werd (Ver-)Assebroek een bedevaartsoord.
Rond het einde van de 18e eeuw was de bewonerskern rond de kerk van (Ver-)Assebroek nog steeds de enige op het grondgebied van het huidige Assebroek, op enkele huizen langs de belangrijkste wegen na.
Nadat de Franse overheid kort na de Franse Revolutie de heerlijkheden afschafte, werd de parochie Assebroek samen met de toenmalige parochie Sint-Katarina (met Odegem) de onafhankelijke gemeente Assebroek. De gemeente kreeg de naam van Assebroek, de enige parochie die dan nog over een kerk beschikte. In 1971 werd de gemeente uiteindelijk bij de stad Brugge gevoegd.
In de 20e eeuw, en vooral tijdens de tweede helft ervan, werd het landelijk gebied rond de oude dorpskern van Ver-Assebroek ingenomen door woonzones. Ver-Assebroek begon vanaf dan, samen met de rest van Assebroek, deel uit te maken van de Brugse agglomeratie.

## Bezienswaardigheden
- Onze-Lieve-Vrouw-Onbevlekt-Ontvangenkerk (Pastoor Verhaegheplein)
- Kloosterdomein Engelendale met overgebleven kloosterhoeve (Astridlaan)
- Natuurgebied Assebroekse Meersen (420 ha) met concentrische ringen (Kerkdreef)
- De vroegere langgevelhoeve Het Leenhof (Kerklaan)
- Het kerkhof van Ver-Assebroek is een van de zeldzaam wordende begraafplaatsen die nog rond het kerkgebouw gelegen zijn. Het werd herhaaldelijk gewijzigd en uitgebreid, voor het laatst in 1972. Op het oude gedeelte bevinden zich onder meer de grafmonumenten van de families Du Jardin en Jooris-Eggermont. Ook de Brugse cabaretier en tv-presentator Willy Lustenhouwer lag er een tijd begraven. De oude ommegang uit de achttiende eeuw en de tien ommegangkapellen (1902-1905) werden in 2005 gerestaureerd. De historisch interessante grafzerken werden in 1910 opgefrist.

## Verkeer en vervoer
De belangrijkste verkeersader door de wijk heen is de Astridlaan (N337), als invalsweg van Brugge.
Lijn 1 van de Brugse stadsbussen bedient Ver-Assebroek, alsook de streeklijn 63.
Tussen 1863 en 1967 liep de spoorlijn 58 Brugge-Eeklo doorheen Assebroek en lag aan de Astridlaan 291 in Ver-Assebroek het station Assebroek, dat tot 1959 in dienst was. Het stationsgebouwtje is vandaag ingericht als woning.

## Voetnoot
1. ↑  Een structuur met meervoudige ringgrachten is geen unicum en wordt ook vermeld in de Westhoek: In vele hofsteden van den versten Westhoek vindt men tot drie grachtenringen toe om één en dezelfde hoeve. (...) Elke hoeve lijkt een waterburcht, waar een man in woont, die de vorst van zijn leven wil blijven. (VLAENDEREN dagh en nacht denc ic aen U, Cyriel Verschaeve, Zeemeeuw, Brugge, 1943-1944)